# Ignacio Gil Lázaro
Ignacio Gil Lázaro (Valencia, 23 de septiembre de 1957) es un político y jurista español, vicepresidente cuarto del Congreso de los Diputados y diputado por Valencia entre 1982 y 1989 con Alianza Popular y entre 1993 y 2016 con el Partido Popular. Fue también senador entre 1989 y 1993. Tras abandonar el Partido Popular en 2016, fue elegido de nuevo diputado en 2019, esta vez en las listas de su nuevo partido, Vox. En total, ha sido diputado en las legislaturas II, III, V, VI, VII, VIII, IX, X, XIII, XIV y XV, y senador en la IV.

## Biografía
Fue miembro de la delegación española en la Asamblea Parlamentaria del Consejo de Europa entre 1986 y 1989 y  de la delegación española de la Unión Interparlamentaria entre 1999 y 2003, delegación de la que fue presidente entre 2003 y 2004. Ha sido portavoz adjunto del Grupo Parlamentario Popular en el Congreso entre 2000 y 2004.
El 12 de diciembre de 2011 Mariano Rajoy lo propuso ante su partido como Secretario del Congreso de los Diputados para la X Legislatura.

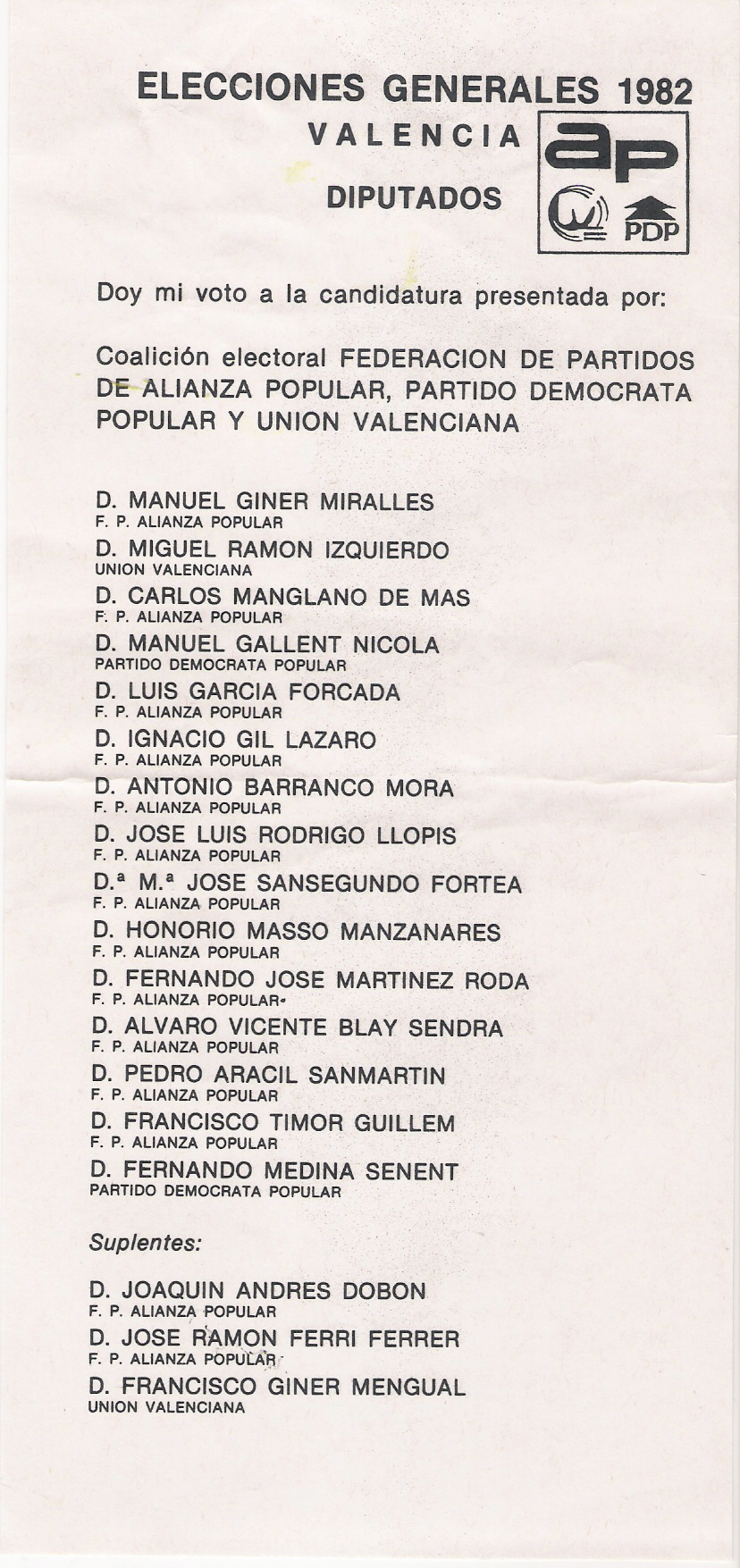
Candidatura al Congreso de la coalición AP-PDP-UV en 1982. Ignacio Gil Lázaro figura en el sexto puesto.

Fue elegido diputado en las Cortes Generales por la circunscripción electoral de Valencia el 28 de abril de 2019 con el partido Vox.
En 2023 es nombrado por la dirección nacional como presidente del Comité Ejecutivo Provincial de Vox Valencia en sustitución de José María Llanos. Esto, junto al nombramiento de Carlos Flores Juberías —condenado por maltrato psicológico a su mujer— como candidato a la Generalidad Valenciana, provocó la dimisión en bloque de numerosos candidatos de Vox a ayuntamientos de la Comunidad Valenciana.
El 17 de agosto es presentado por VOX para ser el presidente de la Mesa del Congreso de los Diputados. Al conseguir solo los 33 apoyos de su partido se queda fuera de la Mesa y VOX pasa a ser el único partido sin representación.